# María Lefebre Lever
María Lefebre Lever  (n. 7 de febrero de 1899 en Viña del Mar, Chile – m. 18 de agosto de 1972), cuyo nombre real era Nerihanna María Lefebre Lever, fue escritora, periodista, artista y adivina.

## Biografía
Nació en la ciudad chilena de Viña del Mar, el 7 de febrero de 1899 con el nombre de Julia María Mercedes Lefebre Lever, hija de Enrique Lefebre Rojas (†1908) y María de las Mercedes Lever Cáceres, siendo la única hija de este matrimonio. Proveniente de una familia aristocrática, dueña de tierras en el sector de Cerro Castillo y sus alrededores.
Su infancia transcurrió en los primeros años del siglo XX en Chile, por lo que le tocó ver el esplendor de las primeras locomotoras. Vivió en una casona en la calle Álvarez, Viña del Mar. Era una niña generosa que rifaba sus juguetes, marcando todos los papeles con premios. También efectuaba donaciones a los pobres. Esto le valió ganarse el apodo de “La princesita del dólar”.
Se casó dos veces y tuvo una apasionada relación con Ramone de María. Su primer esposo fue Carlos Barella, poeta, dramaturgo y periodista. Él fue el padre de su primogénita Silvia Barella Lefebre, alias Almendra. El matrimonio tuvo corta duración y al año se divorciaron.
Su segundo matrimonio fue con Ramón Rodríguez Pery-Echart, un hombre dueño de propiedades y fundos. Este fue el verdadero amor de María con quien tuvo 10 hijos. Uno de estos hijos, Jorge Rodríguez murió cuando solo tenía 2 meses en un viaje de altamar. Cuando Ramón Rodríguez murió, María y sus hijos quedaron sumidos en la pobreza. Ante esta situación, María se vio forzada a trabajar en forma permanente para ganarse la vida.
Su última relación de importancia fue con Ramone de María, con quien tuvo su último hijo: Juan Pablo de María Lefebre.

## Carrera
Tuvo sus años de mayor esplendor artístico entre las décadas de 1940 y 1950. Fundó entre los años 1943 y 1945 la revista “Selecciones nacionales”, publicación dedicada a las ciencias, artes y letras. En esos mismos años escribió en el diario “Crítica” y publicó sus poemas en la revista española Cosmópolis.
En su faceta de poetisa, editó un libro de poemas titulado “Quitral”. En la década de 1950 efectuó una de sus más importantes creaciones. El naipe de la suerte. Un invento visionario, adelantandosé al furor del tarot en Chile. Con ese naipe y sus notables aptitudes en cartomancia enseñó la lectura de Tarot a personajes como Alejandro Jodorowsky y Jaime Hales quienes reconocen en ella a una maestra de gran influencia en sus experiencias relacionadas con este aspecto del conocimiento esotérico.
María Lefebre no se destacó tanto como una escritora de obra individual. Sus aportes estuvieron en la difusión del arte y la vida intelectual chilena. Fue más allá de las habituales divisiones políticas entre los hombres de letras. Realizó el milagro de convocar en sus emprendimiento editoriales a Marxistas y conservadores. Sus publicaciones son expresiones de tolerancia ideológica en Chile. País que en esa época atravesaba fuertes divisiones políticas que terminaron llevando a un golpe de Estado.
No obstante lo anterior, existen pequeños poemas de gran factura, que son leídos entre seguidores de la historiografía chilena ligada a la literatura, como el poema "Brindis", del que no se conoce la fecha de creación.

### Tertulias y vida bohemia
Efectuaba concurridas tertulias en su casa. A las cuales asistían los más destacados exponentes del arte chileno, la política y el periodismo. Las tertulias tenían lugar en su casa ubicada en el Barrio Lastarria. Entre los más asiduos concurrentes a estas tertulias figuraban Teófilo Cid, Camilo Mori, Pedro Sienna, Pablo de Rokha, Carlos de Rokha, Ángel Cruchaga Santa María, Vicente Huidobro, Víctor Sánchez Ogaz, Manolo Rueda, Ramone Reyna, Juan Egaña, Tito Guevara, German Montero, Israel Roa, Vicente Peredo, Mario Ferrero y Carlos Barella. Entre las mujeres, destacan Winétt de Rokha y Laura Rodig.
Estas reuniones eran una especie de hermandad americana. Asistían poetas, estudiantes, vagabundos y políticos en desgracia.

## Fallecimiento
Murió el 18 de agosto de 1972 en la casa de su nieta Patricia Schroder Rodríguez, quien la cuidó en sus últimos años de vida. En el día de su funeral fue despedida entre llantos de poetas, escritores, adivinos, pintores y amigos de tertulias que no pudieron olvidar su rostro ni su risa fácil. Alejandro Jodorowsky fue un seguidor de su arte al igual que Isabella de Rohka. Ella fue parte de la Bohemia santiaguina y nunca perdió su sentido del humor.
“Los seres no son viejos ni jóvenes, sino permanentemente buscadores de un destino”. - ¨Maria Lefebre Lever¨